# Restricted Area
Restricted Area là tựa game hành động nhập vai thời gian thực do hãng Master Creating của Đức phát triển và Whiptail Interactive phát hành vào năm 2005.

## Cốt truyện
Restricted Area lấy bối cảnh thế giới điêu tàn sau hàng loạt những biến động khí hậu, thời tiết do tình trạng ô nhiễm môi trường gây ra: Trái Đất chỉ còn sa mạc khô cằn và những loài sinh vật đột biến cực kỳ quái dị và nguy hiểm. Người chơi trong vai trò một lính đánh thuê sẽ phải thực hiện các nhiệm vụ từ một tập đoàn hùng cường cho đến khi chợt phát hiện ra bí mật khủng khiếp trong một căn cứ mật trên hoang mạc do tập đoàn này xây dựng được rào chắn kín đáo với mật danh vùng cấm. Kể từ đây, người chơi sẽ dấn thân vào hành trình trừ gian diệt ác, đem lại hòa bình cho nhân loại đồng thời lật tẩy mưu đồ đen tối của các thế lực hắc ám nhằm thống trị thế giới.

## Cách chơi
Game có 4 mẫu nhân vật cho người chơi lựa chọn với các đặc tính, kỹ năng và vũ khí riêng biệt gồm: cựu quân nhân Johnson, yakuza người Nhật Kenji Takahashi, nữ đặc nhiệm Victoria Williams và nữ hacker Jessica Parker. Với vai trò một lính đánh thuê, công việc người chơi phải làm là nhận nhiệm vụ từ các ông chủ, hoàn thành nó và trở về lãnh tiền thưởng. Để thực hiện nhiệm vụ, người chơi thường chu du qua các hoang mạc cằn cỗi, mê cung trong các khu định cư, nhà máy xí nghiệp bỏ hoang... và phải đối đầu với đủ loại kẻ thù, quái vật bị đột biến. Vũ khí trong game khá đa dạng từ súng lục, súng trường, súng phun lửa, plasma, shotgun, tiểu liên cho đến đao kiếm, lựu đạn, chất nổ mà người chơi sẽ trang bị tùy theo sở trường của từng nhân vật chẳng hạn như Johnson và Victoria Williams chuyên dùng các loại súng cầm tay trong khi Kenji Takahashi dùng kiếm cận chiến và Jessica Parker trang bị tận răng các loại thiết bị tấn công điều khiển học cũng như khả năng hack tuyệt đỉnh của cô. Việc trang bị cho nhân vật có đôi nét khác biệt so với game cùng loại chẳng hạn như tất cả áo giáp, giày, nón như thường thấy trong các game nhập vai khác đều biến mất, thay vào đó là những bộ phận cơ thể nửa người nửa máy như tay, chân, mắt thậm chí cả tim và não.

## Đánh giá
Dựa theo đánh giá từ một số tạp chí game:
- PC Games, số 11/04: 82 %[3]
- PC Action: 82%[4]
- GameStar, số 11/2004: 75%[5]